# Proyart
Proyart é uma comuna francesa na região administrativa de Altos da França, no departamento de Somme. Estende-se por uma área de 9,86 km². Em 2010 a comuna tinha 713 habitantes (densidade: 72,3 hab./km²).